# Нестеренко, Евгений Никифорович
Евгений Никифорович Нестеренко (26 января 1908, Самарканд — 1996, Харьков) — генерал-майор технических войск ВС СССР (27 апреля 1962), участник Великой Отечественной войны.

## Биография
Родился 26 января 1908 года в Самарканде. Окончил Техникум индустриализации сельского хозяйства в г. Самарканд в 1926 году, работал машинистом на электростанции г. Самарканд. В 1927—1930 годах — электромонтёр и помощник главного механика пивоваренного завода Самарканда. 12 ноября 1930 года Харьковским районным военным комиссариатом призван в РККА.
В 1931 году окончил школу одногодичников при Московской школе танковых войск (также известна как Московская школа танковых техников или Московская школа военных автотехников). С 1931 по 1938 годы пребывал на разных должностях в московской школе: младший автотехник, инструктор 1-го разряда К-5, помощник командира роты по технической части.
На фронте Великой Отечественной войны с 1941 года, в октябре 1941 года окончил инженерный факультет Военной академии механизации и моторизации РККА. С октября 1941 года по ноябрь 1942 года занимал пост помощника командира по технической части в 27-й танковой бригаде, участник сражений на Западном, Брянском и Сталинградском фронтах.
С ноября 1942 года по апрель 1943 года — инспектор Главного автобронетанкового управления РККА (ГАУ РККА). С апреля по октябрь 1943 года — исполняющий обязанности начальника технической инспекции Управления механической тяги и самоходной артиллерии. До 1949 года занимал посты начальника 2-го и 5-го отделов Тракторного управления, а также начальника 4-го отдела. С 14 апреля 1949 года — начальник Челябинского автотракторного артиллерийско-технического училища (с 1960 года — Челябинское военное автомобильное училище). Генерал-майор технических войск (27 апреля 1962 года). Уволен в запас в соответствии с приказом Министерства обороны СССР от 4 февраля 1964 года.
Проживал в Харькове, где и умер в 1996 году.
Сын — оперный певец, народный артист СССР Евгений Нестеренко,

## Награды
- Орден Ленина (30 декабря 1956)[3]
- Орден Красного Знамени (17 мая 1951)[3]
- Орден Отечественной войны I степени:
  - 17 ноября 1945 — за успешное выполнение заданий Командования, подготовку квалифицированных артиллерийских кадров и обеспечение Действующей Армии вооружением и боеприпасами[4]
  - 6 апреля 1985[5]
- Орден Красной Звезды (дважды):
  - 27 апреля 1944 — за образцовое выполнение заданий правительства по ремонту вооружения, тракторов и по снабжению действующей армии вооружением и боеприпасами[6]
  - 6 мая 1946 — за долголетнюю и безупречную службу в Красной Армии[3][7]
- Медаль «За боевые заслуги» (3 ноября 1944) — за долголетнюю и безупречную службу в Красной Армии[8]
- Медаль «За оборону Москвы» (1 мая 1944)[3]
- Медаль «За оборону Сталинграда» (22 декабря 1942)[3]
- Медаль «За победу над Японией»[3]
- Медаль «За победу над Германией в Великой Отечественной войне 1941-1945 гг.» (9 мая 1945)[9]
- иные медали (в том числе юбилейные)[1]